# Isomyia eos
Isomyia eos är en tvåvingeart som beskrevs av Zumpt 1958. Isomyia eos ingår i släktet Isomyia och familjen Rhiniidae. Inga underarter finns listade i Catalogue of Life.